# Al-Merreikh Dżuba
Al-Merreikh Football Club w skrócie Al-Merreikh FC – południowosudański klub piłkarski z siedzibą w Dżubie, występujący w pierwszej lidze południowosudańskiej.

## Sukcesy
- I liga[1]:
  - mistrzostwo (1): 2018.

- Puchar Sudanu Południowego[1]:
  - zwycięstwo (1): 2018.

## Występy w afrykańskich pucharach
| Sezon     | Rozgrywki           | Runda   | Kraj   | Klub               | Dom | Wyjazd | Dwumecz |
| --------- | ------------------- | ------- | ------ | ------------------ | --- | ------ | ------- |
| 2018/2019 | Puchar Konfederacji | wstępna | Zambia | Green Buffaloes FC | 0–0 | 0–2    | 0–2     |

## Stadion
Domowe mecze klub rozgrywa na stadionie o nazwie Juba Stadium w Dżubie, który może pomieścić 12000 widzów.